# Real Sociedad Atlética Stadium
La Real Sociedad Atlética Stadium fou un antic club de futbol aragonès de la ciutat de Saragossa.
El club tenia les seves arrels en un equip anomenat España FC, fundat l'any 1915 per alumnes del col·legi Corazonistas, molts dels quals havien format part d'un equip anterior anomenat Athletic. Quan aquest desaparegué, el nou club va néixer, l'any 1919, com a Sociedad Atlética Stadium. El 1922 li fou atorgat el títol de Reial. Fou un dels clubs fundadors de la Federació Aragonesa de Futbol i el primer club aragonès que jugà la Copa del Rei espanyola.
El 1925 es fusionà amb el Zaragoza Foot-Ball Club per donar vida al Real Zaragoza Club Deportivo.

## Palmarès
- Campionat d'Aragó de futbol:
  - 1924, 1925